# مونته فوسکو
مونته فوسکو (به ایتالیایی: Montefusco) یک کومونه در ایتالیا است که در استان آولینو واقع شده‌است. مونته فوسکو ۸ کیلومتر مربع مساحت و ۱٫۳۹۳ نفر جمعیت دارد و ۷۰۷ متر بالاتر از سطح دریا واقع شده‌است.